# Franklin Herrera
Franklin Juan Herrera Gómez (Oruro, 14 de abril de 1988) es un futbolista boliviano que juega como defensa.

## Selección nacional
Formó parte de la Selección Boliviana Sub-17 en el Campeonato Sudamericano de Fútbol Sub-17 de 2005

## Clubes
| Club                    | País    | Año         |
| ----------------------- | ------- | ----------- |
| San José                | Bolivia | 2006 - 2012 |
| Estudiantes Frontanilla | Bolivia | 2013        |
| Oruro Royal             | Bolivia | 2013 - 2014 |
| 8 de septiembre         | Bolivia | 2015        |
| Empresa Minera Huanuni  | Bolivia | 2016        |
| Sur-Car                 | Bolivia | 2017 - 2019 |

## Palmarés

### Títulos nacionales
| Título           | Club     | País    | Año           |
| ---------------- | -------- | ------- | ------------- |
| Primera División | San José | Bolivia | Clausura 2007 |